# 福島県道16号喜多方西会津線
福島県道16号喜多方西会津線（ふくしまけんどう16ごう きたかたにしあいづせん）は、福島県喜多方市から耶麻郡西会津町に至る県道（主要地方道）である。

## 概要
喜多方市山都地区から西会津町の終点近くまでをJR磐越西線と阿賀川が並走する。

### 路線データ
- 総延長： 35.132km [1]
- 重用延長：0.029km [1]
- 実延長：35.103km [1]
- 起点：喜多方市字山の神（国道121号交点）
- 終点：耶麻郡西会津町野沢字南松原甲（磐越自動車道 西会津IC・国道49号交点）

## 歴史
- 1954年1月20日 - 建設省告示第16号が公布され、福島県道喜多方津川線の一部と山都野沢線の一部が主要地方道喜多方野沢線に指定される。
- 1954年（昭和29年）11月11日 - 耶麻郡野沢町が町村合併により耶麻郡西会津町となったため路線名を変更し、福島県によって県道路線に認定される[2]。
- 1964年12月28日 - 建設省告示第3620号が公布され、福島県道喜多方西会津線が主要地方道喜多方西会津線に指定される。
- 1993年（平成5年）5月11日 - 建設省から、県道喜多方西会津線が喜多方西会津線として主要地方道に指定される[3]。

## 路線状況

### バイパス
- 小舟寺バイパス
喜多方市山都町小舟寺地内は急カーブが連続する幅員狭小区間で、曲がりきれず畑に飛び込んだり横転する事故が多発し[要出典]、歩道が未整備で歩行者に危険があったことから、700mのバイパス道路が建設された。

### 重複区間
- 福島県道336号熱塩加納会津坂下線（喜多方市慶徳町豊岡 地内）
- 福島県道43号会津坂下山都線（喜多方市山都町 地内）

### 道路施設
濁川橋
小川原橋
- 全長：37.5m
- 幅員：8.5（11.0）m
- 形式：単純PCポステンT桁橋
- 竣工：1989年度

喜多方市山都町小舟寺にて一級水系阿賀川水系原川を渡る。旧橋は1933年に架けられた全長24.0m、幅員5.5mのRCT桁橋で、老朽化が進み、狭隘で悪線形であったため緊急地方道整備事業により架替が行われた。総工費は3億円。
太田橋
- 全長：154.0 m
- 幅員：10.5 m[5]
- 竣工：1990年

東詰は喜多方市山都町小舟寺字下平甲、西詰は山都町字木曽に位置し、一級水系阿賀野川水系一ノ戸川を渡る。橋上は上下対向2車線で供用されており、下り線側に歩道が設置されている。
西海枝4号橋
- 全長：42.478m
- 幅員：1.4（4.4）m
- 形式：単径間単純合成鋼箱桁橋
- 竣工：1984年

JR磐越西線が並行しているため、逆側の阿賀川側に道路拡幅を行うために地方道特殊改良1種工事として1984年度に片桟橋の建設工事が着手された。総事業費は5280万円。
峯橋
大槻橋
- 全長：34.0m
- 幅員：6.0（10.0）m
- 形式：単純PCポステンT桁橋
- 竣工：1992年度

西会津町尾野本から野沢にいたり、一級水系阿賀川水系長谷川を渡る。総工費は2700万円。

## 地理

### 通過する自治体
- 喜多方市
- 耶麻郡西会津町

### 交差する道路
- 喜多方市内
  - 国道121号（起点）

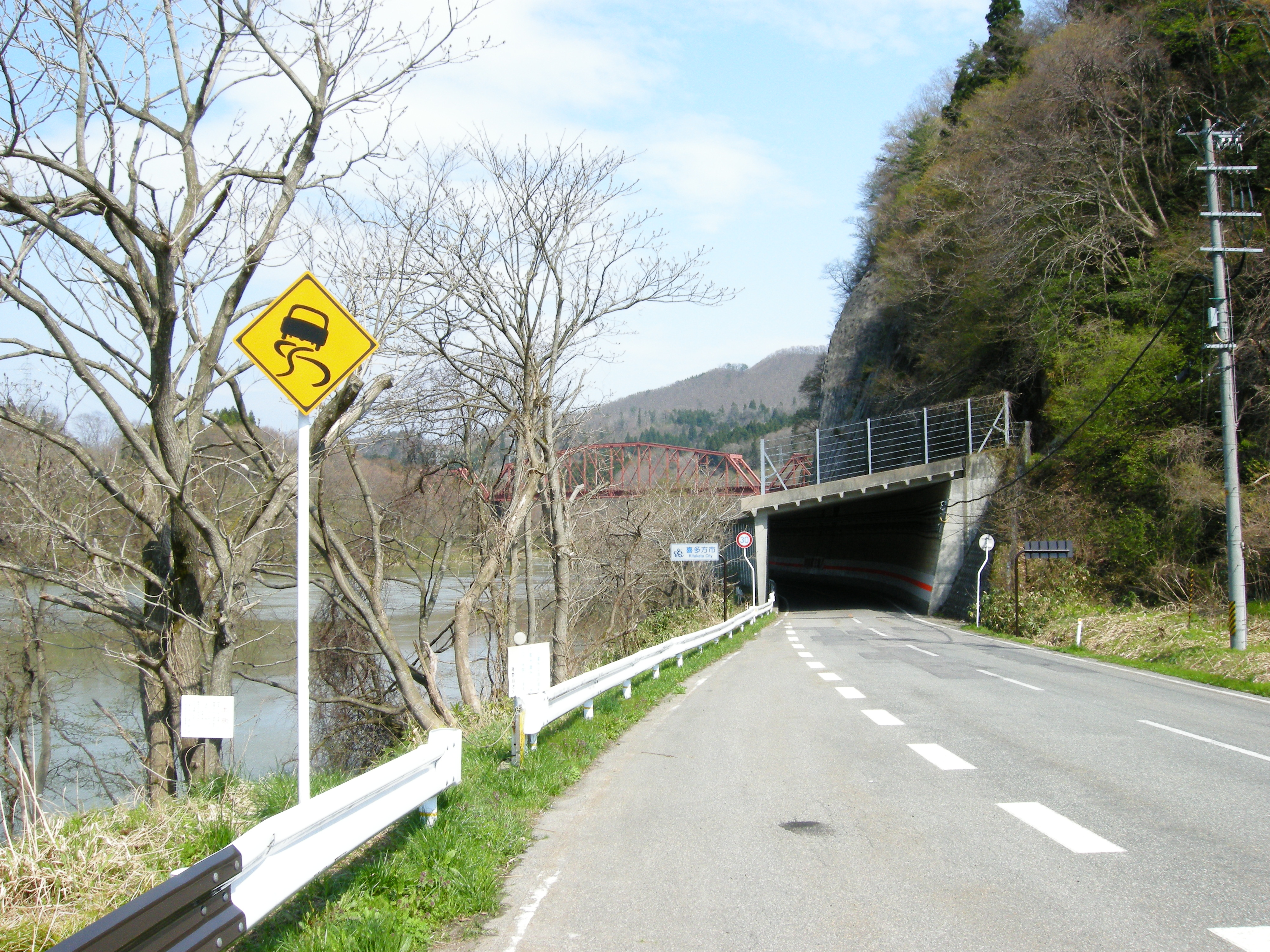
喜多方市境付近

  - 国道459号（福島県道333号日中喜多方線重複）（喜多方市一丁目）
  - 福島県道210号喜多方停車場線（喜多方市七百苅）
  - 福島県道336号熱塩加納会津坂下線（喜多方市慶徳町豊岡反町）
  - 福島県道336号熱塩加納会津坂下線（喜多方市慶徳町豊岡千五百苅）
  - 福島県道43号会津坂下山都線（喜多方市山都町木曽）
  - 福島県道43号会津坂下山都線（喜多方市山都町下殿戸）
  - 福島県道338号上郷下野尻線（喜多方市高郷町上郷）
  - 福島県道340号上郷舟渡線（喜多方市高郷町上郷）
- 西会津町内
  - 国道49号・磐越自動車道（西会津IC）（終点）

### 沿線にある施設など
- 喜多方市立第三小学校
- 福島県立喜多方高等学校
- 喜多方市立第一小学校
- 慶徳郵便局
- 喜多方市立慶徳小学校
- 阿賀川
- 福島県立耶麻農業高等学校
- 喜多方市立高郷中学校
- 喜多方市立高郷小学校
- JR 磐越西線
  - 山都駅
  - 荻野駅
  - 尾登駅